# Elias Hrawi
Elias Hrawi (tiếng Ả Rập: الياس الهراوي, 4 tháng 9 năm 1926 - 7 tháng 7 năm 2006) là một tổng thống của Liban, nhiệm kỳ từ năm 1989 đến năm 1998.

## Thiếu thời và giáo dục
Hrawi sinh ra ở Hawch Al Umara, Zahlé vào ngày 4 tháng 9 năm 1925, đến từ một gia đình Maronite giàu có tại thung lũng Bekaa. Ông là con của Khalil Hrawi và Helena Harb. Ông tốt nghiệp tại Viện Sagesse vào năm 1947. Ông cũng đã theo học khoa luật tại đại học St. Joseph, nhưng không hoàn thành.

## Kinh doanh
Hrawi kinh doanh nông nghiệp cho đến khi ông là thành viên của nghị viện Liban năm 1972. Là một thương gia giàu có, Hrawi thành lập một doanh nghiệp xuất khẩu rau quả, cạnh tranh với các công ty lớn của Thụy Sĩ. Ông cũng đứng đầu hợp tác xã mía đường Beqaa. Khi việc kinh doanh xuất khẩu của ông bị trình trệ trong cuộc nội chiến kéo dài từ năm 1975 đến năm 1990, ông chuyển sang nhập khẩu dầu.

## Sự nghiệp chính trị
Ông nằm trong một gia đình chính trị nổi tiếng, Hrawi theo các anh em của mình là Georges và Joseph tham gia vào nghị viện năm 1972. Từ năm 1980 đến năm 1982, ông là bộ trưởng công trình công cộng trong nội các tổng thống Elias Sarkis và thủ tướng Shafik Wazzan. Ông tập trung xây dựng cầu và các đường cao tốc để liên kết các vùng trên đất nước.
Hrawi là thành viên của khối Công giáo Maronite độc lập trong nghị viện. Nhóm này bao gồm 9 nhà lập pháp Công giáo Maronite nhằm mục đích giải phóng quân đội Kitô giáo và duy trì các mối quan hệ tích cực với cả người Hồi giáo và Syria.

### Tổng thống Liban
Hrawi được bầu tại Park Hotel ở Chtoura bởi 47 trong số 53 thành viên của nghị viện vào ngày 24 tháng 10 năm 1989 hai ngày sau khi tổng thống Liban René Mouawad bị ám sát. Năm người trong số các nghị sĩ đã bỏ phiếu trắng.

## Cuộc sống cá nhân
Hrawi đã kết hôn hai lần. Ông kết hôn với Evelyn Chidiac năm 1947 và có ba đứa con: Rena, George và Roy. Ông cũng đã kết hôn với người vợ thứ hai, Mona Jammal, vào năm 1961, và có hai con, Zalfa và Roland.
Con rể của ông, Fares Boueiz, là bộ trưởng ngoại giao từ năm 1990 đến năm 1998. Các con trai của ông có một công ty chuyên kinh doanh nhập khẩu xăng dầu. Con trai cả của ông chạy đua vào các cuộc tổng tuyển cử vào năm 1992 nhưng thất bại ở Zahle.

## Qua đời
Hrawi qua đời vì ung thư tại Bệnh viện Đại học Hoa Kỳ tại Beirut vào ngày 7 tháng 7 năm 2006.